# I Reunião Ordinária do Conselho do Mercado Comum
A I Reunião Ordinária do Conselho do Mercado Comum ocorreu em dezembro de 1991, na cidade de Brasília.

## Participantes
Representando os estados-membros
- Fernando Collor
- Carlos Menem
- Luis Alberto Lacalle
- Andrés Rodríguez

## Decisões
A reunião produziu 16 decisões:
1. Sistema de Solução de Controvérsias (Protocolo de Brasília);
2. Regimes de Sanções a Falsificações em Certificados de Origens;
3. Termos de Referências para Acordos Setoriais;
4. Regulamento Interno do Grupo Mercado Comum;
5. Reuniões de Ministros;
6. Reunião de Ministros de Economia e Presidentes de Bancos Centrais;
7. Reunião de Ministros da Educação;
8. Reuniões de Ministros da Justiça;
9. Reuniões Especializadas;
10. Cooperação Técnica Internacional;
11. Informe do Grupo Mercado Comum;
12. Facilidades para cidadão do Mercosul;
13. Publicação de Atas;
14. Sede e calendário das próximas reuniões;
15. Coordenação em foruns econômico-comerciais.
16. Reuniões de Ministros do Trabalho.